# Marphysa posteriobranchia
Marphysa posteriobranchia är en ringmaskart som beskrevs av Francis Day 1962. Marphysa posteriobranchia ingår i släktet Marphysa och familjen Eunicidae. Inga underarter finns listade i Catalogue of Life.